# Antonio Llardén
Antonio Llardén Carratalá (Barcelona, 1951) es un ejecutivo español, presidente de Enagás desde 2007. Nació en Barcelona en 1951. Es ingeniero industrial especializado en Organización de Empresas por la Escuela Técnica Superior de Ingenieros Industriales de la Universidad Politécnica de Cataluña. Está casado y tiene un hijo.
Su carrera profesional se inició en 1973. A lo largo de la misma ha ocupado diferentes puestos en la administración pública y la empresa privada. Desde 1989 ocupó diversos puestos de dirección en Gas Natural Fenosa y en 2001 fue nombrado presidente de la Asociación Técnica Española de la Industria del Gas (SEDIGAS), patronal gasística española.
En 2007 es elegido presidente de Enagás, por lo que abandona Gas Natural y Sedigas. En representación de Enagás es:
- Miembro de la Junta Directiva del Club Español de la Energía (Enerclub).[6]
- Presidente del patronato de la Fundación para la Sostenibilidad Energética y Ambiental (Funseam).[7]
- Patrono de la Fundación Princesa de Girona,[8] del Real Instituto Elcano de Estudios Internacionales y Estratégicos[9] y de la Escuela Superior de Música Reina Sofía.[10]
- Vocal de la Junta de Protectores del Teatro Real (Madrid).[11]

También en relación con su cargo en Enagás ha participado en conferencias del IESE Business School, IE Business School ESADE y en la Universidad de Deusto